# Gustav Zeitzschel
Gustav Adolf Zeitzschel (1 de fevereiro de 1868 em Sorau, Baixa Lusácia — 8 de janeiro de 1951 em Helmstadt, distrito de Würzburg) foi cantor (tenor lírico) e professor de canto e de piano da Alemanha.

## Biografia
Zeitzschel formou-se em canto com a cantora e professora de canto Lilli Lehmann. Em 12 de agosto de 1897, Zeitzschel casou-se com Maria Clara Ehrhardt. No ano seguinte ele começou sua carreira artística como cantor de ópera e esta carreira o levou nos anos de 1900 e 1901 ao Stadttheater de Frankfurt am Main e acrescentou até 1902 o Städtische Theater von Aachen.
De 1902 a 1904 Zeitzschel foi contratado pela Hofoper (Ópera da Corte) em Weimar. Lá foi condecorado com o título "Großherzoglichen Sächsischen Hofopernsänger" (Cantor da Corte do Grão-Ducado da Saxônia). Na temporada seguinte (1904/05) foi membro do corpo do Beckertheaters em Berlim e Zeitzschel acumulou a isto até 1906 convites para cantar no Neuen Stadttheater em Nuremberga. Entre 1906 e 1909 ele trabalhou no Stadttheater em Freiburg im Breisgau acrescentando a isto até 1912 contratos em Chemnitz.
Daí vieram numerosos convites para performances em ópera em palcos conhecidos como também performances de concertos em solo, oratórios e quartetos de solistas.
Em 1913 o jovem Richard Tauber substituiu Zeitzschel como solista, quando o qual concordou receber um cachê obviamente inferior. Além disso, a eleição do pai de Richard Tauber para diretor do teatro municipal de Chemnitz foi um papel preponderante para a carreira do filho.
Em 1915 Zeitzschel trabalhou com a Delog Filmgesellschaft como cantor de ópera para os inovativos filmes cantados. Singfilme nach dem Beck-Patent. Na maioria das vezes, os filmes mudos eram como música ao vivo, isto é, cantor com acompanhamento de piano. Como astro cantor e depois diretor da deutsch-österreichischen Künstlergesellschaft ele organizou tournées de filmes cantados na Alemanha, Áustria e Suíça, e cantou com muitos filmes operísticos. Posteriormente Zeitzschel assumiu a direção desta associação artística. 
Entre as óperas apresentadas podem-se nomear:  Cavalleria Rusticana de (Pietro Mascagni), Der Freischütz de (Carl Maria von Weber), Die lustigen Weiber von Windsor de (Otto Nicolai), Martha de (Friedrich von Flotow), e Der Waffenschmied de (Albert Lortzing).
A 7 de Fevereiro de 1918 Gustav Zeitzschel casou-se com Anna Theresia Dunst.
Zeitzschel atuou, entre outros, nos seguintes filmes populares: "Das Herz am Rhein" (1925, Regie Heinrich Lisson), "Du Mädel vom Rhein" (1922, Regie Hans Felsing), "Ich hatt' einen Kameraden" (1914), "Nur auf den Bergen wohnt das Glück" (1922, Regie Hans Felsing).
A nova mídia, filme sonoro, e a sempre melhor qualidade de som trouxeram fim a esta arte de apresentação. Após 1931, Zeitzschel atuou quase que exclusivamente como professor de canto de de piano. Até a morte, ele podia ser conseguido apenas para poucas apresentações.
Com 70 anos ele terminou definitivamente sua jornada de cantor de ópera depois de mais de 3.600 performances.  Fez sua despedida dos palcos a 15 de Abril de 1938 na St.-Johanniskirche em Würzburg, em cuja performance cantou Pedro/Pilatos na Paixão Segundo São João de Heinrich Schütz.
Com mais de 80 anos de idade faleceu o cantor Gustav Zeitzschel a 8 de janeiro de 1951 em Helmstadt bei Würzburg.